# Die Hexe und der Zauberer
Die Hexe und der Zauberer (Originaltitel: The Sword in the Stone, englisch für Das Schwert im Stein), in Deutschland ursprünglich unter dem Titel Merlin und Mim veröffentlicht, ist der 18. abendfüllende Zeichentrickfilm der Walt Disney Studios und erschien im Jahr 1963. Der Film basiert auf dem 1958 erschienenen Roman Der König auf Camelot von T. H. White.

## Handlung
Der Prolog erzählt in einer mittelalterlichen Bilderbuchgeschichte, dass der König von England gestorben war und die Erbfolge ungeregelt blieb. Es wird von einem Schwert berichtet, das durch ein unerklärbares Wunder vom Himmel her in einen Stein hineingestoßen wurde. Auf dem Schwertgriff stand, dass derjenige, der das Schwert aus dem Stein ziehen könne, der rechtmäßige König von England sei. Viele starke Männer versuchten, das Schwert zu ziehen, aber keiner konnte es auch nur bewegen. Und so blieb England ohne König.
Der zweite Teil der Geschichte beschreibt die Entdeckung und Erziehung des zukünftigen König Arthur durch den Zauberer Merlin. Arthur ist ein zwölfjähriges Waisenkind, das bei dem Ritter Sir Hector lebt, der ihn jedoch „Floh“ nennt. Die Geschichte spielt im mittelalterlichen England etwa um das Jahr 600, erkennbar daran, dass Merlin in einer Szene erwähnt, die erste Ausgabe der London Times erscheine „erst in 1200 Jahren“.
Auf der Suche nach einem verlorenen Pfeil, den er bei der Jagd mit seinem Stiefbruder Kay verloren hat, trifft Floh auf Merlin und sein Haustier, einen mürrischen Kauz namens Archimedes (Name stammt wohl von Archimedes von Syrakus ab). Merlin erkennt das große Defizit des Jungen und nimmt sich seiner Erziehung an, die vorwiegend aus Lesen, Wissenschaft und magischen Verwandlungen besteht. So verwandelt er Floh in einen Fisch, damit er lernt, dass Gerissenheit wichtiger ist als Stärke, in ein Eichhörnchen, um die Macht der Liebe kennenzulernen und schließlich in einen Vogel, um seinen Traum vom Fliegen zu verwirklichen.
Bei seiner ersten Verwandlung wird Floh von einem großen Hecht attackiert. Er schafft es jedoch, das Biest auszutricksen und ihm für eine Weile zu entkommen. Danach kommt ihm die Eule Archimedes zu Hilfe und rettet ihn aus dem Wasser, was dieser anschließend nicht zugeben will und stattdessen behauptet, „junger Barsch“ sei sein Lieblingsessen.
Bei seiner zweiten Verwandlung lernt Floh etwas über die Schwerkraft. Er macht die Bekanntschaft eines weiblichen Eichhörnchens, das sehr aufdringlich ist und ihn verfolgt und ihn ständig küssen will. Merlin amüsiert sich anfangs darüber, bis er selbst von einer Eichhörnchendame bedrängt wird. Nachdem das Eichhörnchen Floh vor einem hungrigen Wolf gerettet hat, muss es feststellen, dass Floh ein Mensch ist und wendet sich deshalb tieftraurig von ihm ab. Merlin erklärt ihm, dass sie diese Enttäuschung nicht verwinden kann, denn wenn ein Eichhörnchen sich einen Partner aussucht, dann für das ganze Leben. Er erklärt weiterhin, dass die Schwerkraft zwar sehr mächtig sei, aber auf ihre Art die Liebe eine weit gewaltigere Kraft darstellen könne.
Als er ein Vogel ist, übernimmt die kluge Eule Archimedes die Flugübungen mit ihm. Floh ist ein Naturtalent mit Kunststücken und das Fliegen fällt ihm sehr leicht. Währenddessen macht Floh Bekanntschaft mit Madame Mim, einer Hexe, die ihn gefangen nimmt und umbringen will. Sie behauptet, dass ihre Zauberkunst wesentlich stärker ist als die von Merlin. Als dieser den verwandelten Floh bei Mim aufstöbert, veranstalten die beiden ein Zauberturnier. Die Regeln 1–3 von Mim lauten: 1. Kein Mineral und keine Pflanze, sondern in Lebewesen verwandeln, 2. keine Wesen, die es nicht gibt (rosa Drachen), 3. Nicht unsichtbar machen. Die 4. Regel von Merlin lautet: Nicht mogeln. Mim bricht selbst ihre festgelegte Regel 2, indem sie sich in einen lila Drachen verwandelt. Das Turnier endet damit, dass Mim sehr krank wird (bedingt durch einen Bazillus „namens Merlinis Merlinitis“, wie Merlin hinzufügt) und lange Zeit in ihrem Bett bleiben muss. Außerdem braucht Mim sehr viel Licht und Sonne.
Später wird Arthur als Knappe für seinen Stiefbruder Kay verpflichtet, der an einem Turnier teilnehmen will, dessen Gewinner König von England werden soll. Merlin begleitet ihn nicht, da er davon nichts hält und sich enttäuscht auf die Bermudas des 20. Jahrhunderts abgesetzt hat. In London, dem Austragungsort des Turniers, angekommen, vergisst Floh Kays Schwert in der Herberge. Auf der Suche nach einem Ersatz für Kay, der sonst disqualifiziert würde, zieht er nach dem Hinweis der Eule zufällig das berühmte Schwert aus dem Stein auf einen Kirchhof. Dadurch erfüllt er die einzige Voraussetzung, um König von England zu werden.
Anfangs hat er keine Lust, zum König gekrönt zu werden. Er ruft nach Merlin, der sogleich in Strandkleidung der Neuzeit erscheint und ihm erklärt, dass er ein sehr guter König und später sehr berühmt sein wird. Floh, jetzt Arthur, entscheidet sich schließlich für die Krone.

## Synchronisation
Der Film wurde bei der Simoton Film vertont. Hermann Gressieker schrieb das Dialogbuch, führte die Dialogregie und übersetzte die Liedertexte ins Deutsche.
| Rolle           | Originalsprecher  | Deutscher Sprecher |
| Arthur („Floh“) | Rickie Sorensen   | Helo Gutschwager   |
| Merlin          | Karl Swenson      | Hans Nielsen       |
| Archimedes      | Junius Matthews   | Hans Hessling      |
| Sir Hector      | Sebastian Cabot   | Benno Hoffmann     |
| Sir Kay         | Norman Alden      | Gerd Duwner        |
| Sir Pelinor     | Alan Napier       | Erich Fiedler      |
| Hexe Mim        | Martha Wentworth  | Friedel Schuster   |
| Dienstmagd      | Barbara Jo Allen  | Ingeborg Lapsien   |
| Ritter          | Thurl Ravenscroft | Alexander Welbat   |
| Erzähler        | Sebastian Cabot   | Arnold Marquis     |
| Sänger (Prolog) | Fred Darian       | Karl-Ernst Mercker |

## Hintergrund
Der Film war der letzte Zeichentrick-Kinofilm, der noch zu Lebzeiten von Walt Disney veröffentlicht wurde. Die Premiere des Films fand am 25. Dezember 1963 in den USA statt. In Westdeutschland feierte er sein Debüt am 17. Dezember 1964 unter dem Titel Merlin und Mim. In Österreich kam er am 3. Dezember 1965 in die Kinos. Die deutsche Synchronfassung (Buch, Liedertexte und Regie) stammt von Hermann Gressieker. 1972 und 1983 wurde der Film nochmals im Kino, ab 1986 auch als Videokassette, veröffentlicht. Die erste deutsche DVD-Ausgabe erschien am 30. Juni 1999. Am 10. Oktober 2013 ist der Film auf Blu-ray erschienen.
Der Film spielte 22,2 Millionen US-Dollar innerhalb der USA ein und war somit deutlich weniger erfolgreich als sein Vorgänger 101 Dalmatiner, der knapp 145 Millionen US-Dollar aus allen nordamerikanischen Kinos in die Studiokasse brachte.

## Kritiken
Das Lexikon des internationalen Films meinte: „Ein unterhaltsamer Disney-Zeichentrickfilm, vergleichsweise jedoch lieblos und sparsam produziert. Ohne Sinn für den Mystizismus der Romanvorlage, aber auch ohne eigene Einfälle, setzt der Film vornehmlich auf witzig gemeinte Anachronismen, die ihn aber schneller haben altern lassen als andere Disney-Filme. Lichtblick, wenn auch innerhalb der Handlung unmotiviert, ist das ‚Duell der Zauberer‘ zwischen Merlin und der Hexe Mim, in dem sie sich gegenseitig in allerlei Getier verwandeln.“
Auch beim Lexikon „Filme im Fernsehen“ werteten Adolf Heinzlmeier und Berndt Schulz ähnlich und schrieben: „Der amüsante und hintergründige Trickfilm, in den USA zunächst sehr erfolgreich, dann fast vergessen […], referiert auf kinderspezifische Weise über den Spaß der Jugend und die Pflichten des Alters und nutzt dabei die Psychologie des Zeichentrickensembles klug für sanfte Belehrung.“
Für Rotten Tomatoes schrieb Nell Minow auf Commonsensemedia.org: „Der entzückende Klassiker bringt die Artus-Legende zum Leben.“
Delightful classic brings Arthur legend to life.
Matt Brunson meinte in: Creative Loafing: „Abgesehen von der Eule Archimedes hinterlässt überhaupt keiner der Charaktere irgendeinen Eindruck.“
Aside from the owl Archimedes, none of the characters make any impression whatsoever.

## Auszeichnungen
George Bruns wurde 1964 in der Kategorie Beste Filmmusik für den Oscar nominiert.

## DVD/BD-Veröffentlichung
- 13. Juni 2002: Die Hexe und der Zauberer. Special Collection. Buena Vista Home Entertainment.
- 9. Oktober 2008: Die Hexe und der Zauberer. Zum 45 Jubiläum. Special Collection. Buena Vista Home Entertainment.
- 10. Oktober 2013: Die Hexe und der Zauberer. Jubiläumsedition. Blu-ray, Walt Disney Studios Home Entertainment.

## Realfilm-Remake
Im Juli 2015 wurde bekannt, dass die Disney-Studios eine Realverfilmung von Die Hexe und der Zauberer planen. Das Drehbuch schreibt Brian Cogman, Regie führt Juan Carlos Fresnadillo. Die Dreharbeiten sollten am 24. September 2018 in Dublin beginnen. Allerdings wurden mit Stand 2023 noch keine Dreharbeiten durchgeführt oder eine Rollen-Besetzung bekanntgegeben.

## Trivia
Der hungrige Wolf ist als Parodie auf Wile E. Coyote anzusehen.